# Попов, Александр Степанович
Алекса́ндр Степа́нович Попо́в (4 [16] марта 1859, Турьинские рудники, Пермская губерния — 31 декабря 1905  [13 января 1906], Санкт-Петербург[…]) — русский физик и электротехник, первый российский радиотехник, основатель радиотехнической научной школы, профессор (1901), изобретатель в области радиосвязи, почётный инженер-электрик (1899), статский советник (1901).

## Биография

### Ранние годы
Александр Степанович Попов родился 4 (16) марта 1859 года в горняцком селении Турьинские рудники Верхотурского уезда Пермской губернии. В семье его отца, настоятеля Максимовской церкви Турьинских рудников Степана (Стефана) Петровича Попова (1827—1897), кроме Александра было ещё 6 детей, среди них Августа, в будущем известная художница.
Первый известный предок А. С. Попова по прямой отцовской линии — Дмитрий Кондратьевич Кондаков (XVI век), государственный крестьянин деревни Стафоровской Селянской полусошки Вилегодской Пермцы Устюжского уезда.
- Отец — Стефан Петрович Попов (1827—1897). Родился 27 июня 1827 года в с. Рождественском (Сылвинское, Каширино) Рождественской волости Кунгурского уезда Пермской губернии. В 1846 году окончил Пермскую духовную семинарию по 2-му разряду. Преосвященным Аркадием (Федоровым), архиепископом Пермским и Верхотурским, был рукоположён в сан священника к Никольской церкви с. Пихтовское Оханского уезда. С 1855 года переведён настоятелем Максимовской церкви с. Турьинские рудники Богословского округа Верхотурского уезда Пермской губернии (ныне г. Краснотурьинск). С 1861 по 1870 год преподавал Закон Божий в бесплатной школе для девочек, открытой в его собственном доме. Награждён бронзовым наперсным крестом в память о войне 1853—1856 годов, золотым наперсным крестом из кабинета Святейшего Синода. Многократно избирался депутатом по судебным делам. В 1881 году переведён в Богословский завод настоятелем церкви святого апостола Иоанна Богослова, где провёл последние годы жизни. Скончался 20 февраля 1897 года. Погребён за алтарём Иоанно-Богословского храма.
  - Дед — Пётр Николаевич Попов (1785—1860), был священником Спасо-Преображенского храма с. Рождественское Кунгурского уезда Пермской губернии (ныне с. Сылвенское).
    - Прадед — священник Николай Петрович Попов, служил в одном из храмов г. Кунгура, сын священника.
- Мать — Анна Стефановна Пономарёва (25 июля 1830, с. Шогриш Ирбитского уезда — 1903, Пермь), седьмой ребёнок в семье Стефана Иоаннова Пономарёва (1795—?), который в 13-летнем возрасте, в 1808 году, был посвящён в стихарь и оставлен на должности псаломщика. Овдовев, женился вторично, за что епархиальной властью ссылался на покаяние в Верхотурский Свято-Николаевский мужской монастырь. Служил в Никольском храме до 1858 года, после чего был выведен за штат.
  - Прадед А. С. Попова, протоиерей Иоанн Гавриилович Пономарёв (1767—?), служил настоятелем Свято-Никольской церкви в с. Шогриш Ирбитского уезда, всю свою жизнь посвятил строительству каменного храма в этом селе.
- Брат Рафаил (1849—1913), преподавал латинский язык, литератор[5].
- Сестра Екатерина (1850—1908), в замужестве Словцова[5][6].
- Сестра Мария (1852—1871), в замужестве Левитская[5].
- Сестра Анна (1860—1930), в замужестве Ижевская — врач[5].
- Сестра Августа (1863—1941), в замужестве Капустина — художница[5].
- Сестра Капитолина (1870—1942), в замужестве Диева[5].

Жена — Раиса Алексеевна Богданова (28 мая 1860 — 1932), дочь присяжного поверенного. С ней А. С. Попов познакомился, готовя её к поступлению на Высшие женские медицинские курсы при Николаевском военном госпитале. Венчание состоялось 6 ноября 1883 года в церкви Косьмы и Дамиана лейб-гвардии сапёрного батальона. По окончании курсов (1886) стала одной из первых в России дипломированных женщин-врачей (акушер-гинеколог) и всю жизнь занималась врачебной практикой: работала в Кронштадтском военно-морском госпитале в рентгеновском кабинете, в женской гимназии в Кронштадте, принимала роды на дому. Организовала первую районную больницу в посёлке Удомля.
- Сын Степан (15 октября 1883 — 1920), один из организаторов и первых преподавателей Удомельской средней школы (им. А. С. Попова), служил в Красной Армии, умер в Ростове-на-Дону от тифа.
- Сын Александр (25 февраля 1887 — 14 января 1942), работал в «Промстройпроекте» г. Ленинграда[8]. Жена Зинаида Николаевна Ланчеева-Попова (1904—1984).
- Дочь Раиса (24 июня 1891 — 1976), врач. Муж Владимир Гаврилович Андреев, дочь Мария Владимировна (1921—1995), внучка Надежда Григорьевна Андреева (Мишкинис) (1944—2012), правнук Александр Борисович Мишкинис (1972), есть правнуки[5].
- Дочь Екатерина Попова-Кьяндская (16 января 1899 — 1976), Заслуженный работник культуры РСФСР. Муж Георгий Александрович Кьяндский (1895—1955), дочь Екатерина Георгиевна (1934—1994).

После 1994 года прямое родство с А. С. Поповым сохранялось лишь по линии его дочери Раисы. У сыновей — Степана и Александра — детей не было, линия дочери Екатерины закончилась с уходом Екатерины Георгиевны Кьяндской.
В 10-летнем возрасте Александр был отправлен в Далматовское духовное училище (его старший брат Рафаил преподавал там латинский язык), где учился с 1869 по 1871 год. С 1871 года продолжил обучение в Екатеринбургском духовном училище — в то время в Екатеринбурге жила его старшая сестра Мария с мужем, священником Георгием Игнатьевичем Левитским (1849 —1908).
В 1873 году, окончив полный курс духовного училища по наивысшему 1-му разряду, поступил в Пермскую духовную семинарию. После окончания с отличием общеобразовательных классов семинарии (1877) был зачислен без экзаменов на физико-математический факультет Санкт-Петербургского университета. Годы учения в университете были для него напряжёнными. Из-за болезни на втором курсе накопилась академическая задолженность по математике и он остался на второй год, после чего ему было отказано в освобождении от платы за слушание лекций. С 1879 года, продолжая учёбу, стал заниматься репетиторством. Весной 1880 года работал «объяснителем» на электротехнической выставке в Соляном городке в Санкт-Петербурге, после чего был принят на работу электромонтёром в товарищество «Электротехник», занимавшееся освещением на улицах и в общественных местах.
В 1882 году защитил диссертацию на тему «О принципах магнито- и динамоэлектрических машин постоянного тока», получил учёную степень кандидат университета и приглашение остаться в университете для подготовки к профессорскому званию.

### В Кронштадте
В 1883 году вместе с ещё одним кандидатом Санкт-Петербургского университета Ф. Я. Капустиным принял приглашение Е. П. Тверитинова на преподавательскую работу в Минном офицерском классе с переездом из Санкт-Петербурга в Кронштадт на постоянное место жительства. Вёл практические занятия по гальванизму, читал лекции по высшей математике, ассистировал преподавателю на лекциях по электричеству, заведовал физическим кабинетом.
В 1887 году стал членом Русского физико-химического общества (РФХО), участвовал в экспедиции РФХО для наблюдения солнечного затмения, для чего им был разработан фотометр для исследования солнечной короны. Путешествие до Красноярска длилось более трёх недель: поездом от Санкт-Петербурга до Нижнего Новгорода, пароходом по Волге и Каме до Перми, поездом до Тюмени, пароходом до Томска, на лошадях до Красноярска.
В летнее время в 1889—1898 годах заведовал электростанцией Нижегородской ярмарки. На проводившейся в 1896 году в Нижнем Новгороде XVI Всероссийской промышленной и художественной выставке работал и как экспонент. В сельскохозяйственном отделе выставки (в подотделе метеорологии) демонстрировался его «Прибор для записи электрических разрядов в атмосфере». Ю. М. Шокальский, эксперт подкомиссии по метеорологии, в своем выступлении 23 июля 1896 года дал прибору высокую оценку, назвав его «оригинальным и прекрасным». Попов был награждён дипломом второго разряда «За изобретение нового и оригинального инструмента для исследования гроз». На период работы Попова в Нижнем Новгороде семья снимала дачу у станции Чёрное Московско-Нижегородской железной дороги. Сам он приезжал сюда по воскресеньям, любил отдыхать на Оке: удить рыбу, кататься на лодке.

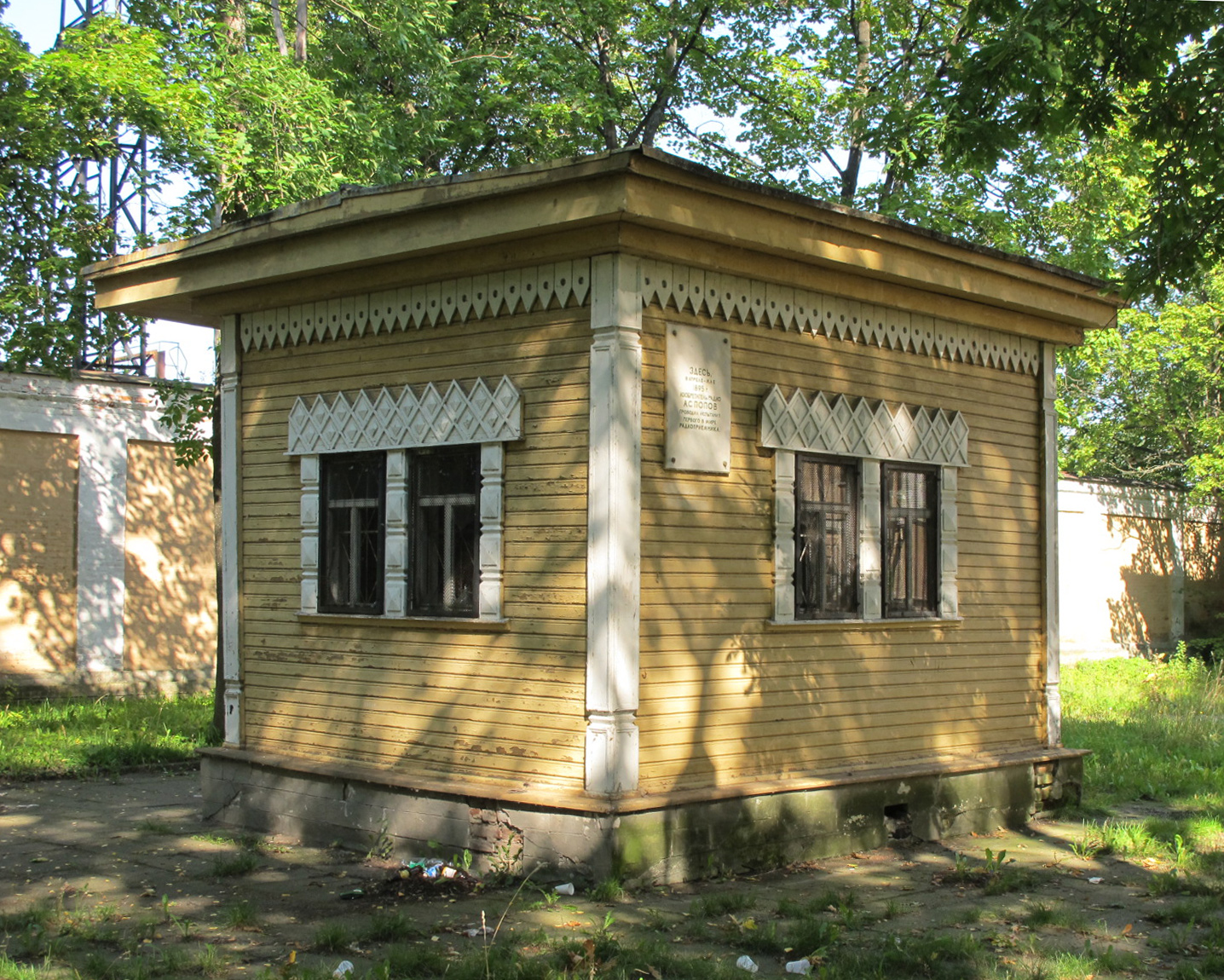
Лаборатория Попова в Кронштадте

В 1890 году принял приглашение на должность штатного преподавателя физики в Техническое училище Морского ведомства в Кронштадте. В 1893 году вступил в члены Императорского русского технического общества (РТО). В издававшемся VI отделом РТО журнале «Электричество» (сентябрь 1893 года) была опубликована его первая научная статья «Условия наивыгоднейшего действия динамоэлектрической машины». Попов был одним из инициаторов организации Кронштадтского отделения РТО (1894).
Летом 1893 года как представитель от Морского ведомства вместе с Е. В. Колбасьевым был в составе российской делегации на Всемирной выставке в Чикаго. По маршруту следования делегации (Берлин — Париж — Лондон — Нью-Йорк — Чикаго) побывал на заводах AEG, в Париже был принят во Французское физическое общество (что давало возможность регулярно получать его информационные материалы), в Чикаго посетил университет, электротехнический институт, Филадельфийский завод Электротехнической компании. На выставке он увидел и демонстрацию опытов Н. Теслы, с работами которого был уже знаком. В середине июля вернулся в Нижний Новгород для работы на электростанции.
С 1894 года ассистентом Попова по преподаванию гальванизма и практической физики в Минном офицерском классе, а также одним из близких друзей стал П. Н. Рыбкин. В доме у Попова часто устраивались музыкальные вечера с друзьями и близкими. Среди гостей были Н. Н. Георгиевский, С. С. Колотов, который неплохо играл на фортепиано, П. И. Ижевский — на скрипке, Рыбкин — на флейте. В концертах участвовали и Попов, имевший приятный баритон, и его жена, игравшая на фортепиано.
В мае 1897 года вместе с сыном Степаном отправился из Нижнего Новгорода в поездку на пароходе по Волге и Каме. Вечером 23 мая пароход прибыл в Пермь, откуда после 4-часовой стоянки должен был идти дальше. В письме жене от 23 мая, адресованном на станцию Чёрное, Попов сообщил о планах сесть на пароход в обратный путь 6 июня. После возвращения в июне в Нижний Новгород ознакомился с публикациями об аппаратуре Маркони в зарубежных журналах и переписывался с Рыбкиным, обсуждая технические вопросы проводимых им опытов на море.
С осени 1897 года вступил в переписку с итальянским физиком А. Риги, который собирал материалы по истории беспроводной телеграфии и летом 1897 года обратился к Попову с просьбой прислать свои публикации по этому вопросу, желательно с рефератами на французском языке. В другом письме (осенью) Риги поблагодарил Попова за полученные рефераты.
В 1898 году вступил в переписку с начавшим её Э. Дюкрете — французским предпринимателем и изобретателем, владельцем (с 1864 года) фирмы по изготовлению гальванометров, вольтметров, катушек Румкорфа, прерывателей и других электрических приборов, а также созданных им приборов для беспроводной телеграфии, — заинтересованным в сотрудничестве с Поповым. В январе 1898 года отправил Дюкрете почти полный перевод на французский язык своей статьи в журнале РФХО, № 1 за 1896 год, а также информацию о проведённых в 1897 году опытах на море. Летом 1898 года последний раз заведовал электростанцией Нижегородской ярмарки.
В 1899 году по рекомендации Попова Морское ведомство заказало фирме Дюкрете три станции беспроволочного телеграфа. Летом 1899 года Попов был командирован в Германию, Францию, Англию и Швейцарию для ознакомления с постановкой электротехнического образования и производством аппаратуры беспроволочного телеграфирования. В Берлине побывал на электротехнической фабрике, в Шарлоттенбургском политехникуме встретился с работавшем там А. Слаби. В Париже посетил фирму Дюкрете, ознакомился с реализацией заказа. В Англии Попов был один день — в компании Г. Маркони его не приняли.
В январе 1900 года за участие в организации беспроводного телеграфирования между островами Гогланд и Кутсало Попову была объявлена «высочайшая благодарность», после чего в марте последовало «высочайшее соизволение» на выдачу ему вознаграждения в 33 тысячи рублей. Сумма была определена с учётом необходимости разорвать контракт Попова с Нижегородской ярмаркой. В апреле Попов разработал программу чтения лекций о беспроводной телеграфии и программу практических занятий. Летом 1900 года, по предложению Морского технического комитета, побывал на предприятиях Германии с целью ознакомления с разработками и производством приборов для телеграфирования без проводов.
С 1901 года, из-за отсутствия в Морском техническом комитете специалистов по беспроводному телеграфу, Попов значился в Морском ведомстве «заведующим установкой телеграфирования без проводов». Однако он не мог справиться со всем объёмом предстоящих работ, кроме того, не знал в тонкостях корабельное дело и, являясь служащим, был ограничен во взаимодействии с разными военными учреждениями. По его ходатайству, в 1901 году на флоте была учреждена должность «офицера, наблюдающего за установкой телеграфа без проводов на судах флота», — на неё был назначен лейтенант К. Ф. Шульц.

### В Санкт-Петербурге
В 1901 году занял должность ординарного профессора физики в Электротехническом институте императора Александра III. В 1901 году Попову был присвоен гражданский (статский) чин V класса статский советник.
В декабре 1901 года сделал доклад на заседании секции физики XI съезда естествоиспытателей и врачей с рядом демонстраций, в частности опытов Теслы, а также беспроводной передачи из физического корпуса Петербургского университета в Электротехнический институт на расстояние 1,5 км текста «Александръ Григорьевич Столетовъ».
В начале 1902 года участвовал в работе проходившего в Москве 2-го Всероссийского электротехнического съезда, был избран его почётным участником. В 1902 году был избран почётным членом РТО, а в 1905 году — его президентом и председателем физического отделения. С 1 января 1906 года должен был занять место председателя физического отделения РФХО и президента РФХО.
Летом 1903 года как представитель Морского ведомства в составе российской делегации (из четырёх человек, в том числе В. В. Билибин, П. С. Осадчий, И. И. Залевский) участвовал в Предварительной конференции по беспроволочной телеграфии в Берлине. Конференция была созвана по предложению Германии с целью регулирования использования беспроволочного телеграфа между судами в море и береговыми станциями (для обеспечения безопасности мореплавания) в связи с острой конкурентной борьбой, желанием добиться монопольного права на производство и сбыт аппаратуры, то есть в основе вопроса лежали прежде всего экономические и политические интересы отдельных государств.
С мая 1904 года стал одним из трёх контрагентов в договоре с двумя фирмами — состоялось закрепление на российском рынке германской фирмы «Телефункен», открывшей совместно с АО Русских электротехнических заводов «Сименс и Гальске» и А. С. Поповым свой филиал под названием «Отделение для беспроволочного телеграфа по системе А. С. Попова и Общества беспроволочной телеграфии». Оборотный капитал Отделению предоставляли обе фирмы, а прибыль делилась поровну на трёх контрагентов. В мае 1904 года Морское ведомство заключило контракт на поставку 24 станций «Телефункен» (аппаратура системы Слаби — Арко). До конца 1904 года были заключены контракты на поставку ещё 27 таких станций.
В июне 1904 года находился в командировке в Берлине с целью подробного ознакомления с аппаратурой, покупаемой взамен станций Дюкрете. В качестве эксперта и наблюдающего привлекался к работам по оснащению новыми станциями кораблей Второй Тихоокеанской эскадры. В этих работах, помимо флотских офицеров, принимали участие Рыбкин и Е. Л. Коринфский.
В 1905 году купил дачу с большим участком земли (бывшее имение) на озере Кубыча около деревни Лайково, где его семья проводила летний период отпусков и каникул, а с осени 1918 года проживала здесь постоянно.
Осенью 1905 года, в период прокатившихся по стране революционных событий, изменивших, в частности, права высших учебных заведений, учёный совет электротехнического института избрал А. С. Попова директором. На созванном после этого расширенном совете института под председательством Попова было принято постановление с такими словами: «…успокоение учебных заведений может быть достигнуто только путём крупных политических преобразований, способных удовлетворить общественное мнение всей страны…» Это стало поводом для нескольких вызовов Попова к городскому начальству и в Министерство внутренних дел, где ему было выражено неодобрение по поводу студенческих волнений в его институте.

Могила А. С. Попова на Волковском кладбище

Александр Степанович Попов скоропостижно скончался 31 декабря 1905 года (13 января 1906 года) от инсульта. Похоронен на Волковском православном кладбище, к югу от Литераторских мостков.
3 января 1906 года «Петербургская газета» поместила некролог: «В последний день старого 1905 года Россия лишилась одного из своих выдающихся людей. Умер А. С. Попов, директор электротехнического института, умер сравнительно молодым, на 47-м году своей жизни, проведённой в неустанных научных трудах. Россия может гордиться им, как изобретателем беспроволочного телеграфа, хотя увы, и на нём исполнилась злополучная судьба русских изобретателей…»
По ходатайству руководства электротехнического института семье А. С. Попова была назначена усиленная пенсия из главного казначейства в размере 3500 рублей в год (оклад Попова составлял 3000 рублей) — 1750 рублей вдове и столько же детям. Решением совета института сын Попова Александр был принят в студенты вне конкурса.
В 1921 году СНК РСФСР постановил (по предложению профессора В. П. Вологдина на первом Всероссийском радиотехническом съезде в Нижнем Новгороде) обеспечить семью А. С. Попова пожизненным вспомоществованием.

## Исследовательская деятельность

### 1895—1896
Лекции Попова «Новейшие исследования о соотношении между световыми и электрическими явлениями» в Собрании минных и других офицеров — научной и общественной организации Кронштадта — начались в 1889—1890 годах. К 1894 году установка, созданная для демонстрации опытов Герца, представляла собой два параболических рефлектора высотой около 40 см — в одном вдоль вертикальной фокальной линии находился вибратор Герца в виде двух металлических цилиндров, соединённый с катушкой Румкорфа, а в другом от двух таких же цилиндров провода выходили за рефлектор и их концы сближались на малое расстояние. Наблюдать приём электромагнитных волн (искру между концами проводов) приходилось через лупу, поэтому иногда при демонстрации в затемнённом помещении использовалась так называемая «трубка Гейслера». До весны 1894 года ассистентом Попова в этих опытах был Н. Н. Георгиевский.

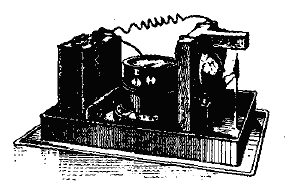
Грозоотметчик Попова

Весной 1895 года Попов занялся воспроизводством опытов Лоджа по приёму электромагнитных волн, прочитав о них в журнале The Electrician, и стал добиваться постоянства работы когерера. Когерер Бранли — Лоджа представлял собой стеклянную трубку с металлическими опилками, которые резко увеличивали свою электропроводность при электромагнитном воздействии, в исходное состояние он приводился встряхиванием. Лодж использовал включённый последовательно с когерером электрический звонок, вибрация которого после срабатывания передавалась когереру через элементы конструкции, но звонок создавал электрические помехи. Попов и его ассистент П. Н. Рыбкин ввели в схему реле, повысившее чувствительность прибора и развязавшее цепи когерера и звонка, ударник которого на обратном ходе встряхивал когерер.
Прибор впервые демонстрировался Поповым 25 апреля (7 мая) 1895 года на заседании РФХО, тема лекции: «Об отношении металлических порошков к электрическим колебаниям». Первое сообщение об этом появилось в газете «Кронштадтский вестник» 30 апреля 1895 года. Журналист П. А. Рогозинский сообщал, что звонок прибора отвечал на колебания герцевских волн вне помещения на расстоянии до 30 сажен (около 60 м). Заметка заканчивалась словами (их приписывают редактору газеты Е. П. Тверитинову): «Поводом ко всем этим опытам служит теоретическая возможность сигнализации на расстоянии без проводников, наподобие оптического телеграфа, но при помощи электрических лучей». Перед отъездом в Нижний Новгород Попов передал прибор в Лесной институт. Там он был установлен на метеостанции для регистрации атмосферных разрядов и испытан в соединении с громоотводом и проводом заземления летом 1895 года Г. А. Любославским. К прибору была подключена пишущая катушка братьев Ришар, профессор Д. А. Лачинов назвал прибор «разрядоотметчиком». Протокол заседания РФХО был опубликован в журнале РФХО в августе 1895 года.
Схема и описание прибора появились в журнале РФХО в январе 1896 года. В статье «Прибор для обнаружения и регистрирования электрических колебаний», помеченной Поповым декабрём 1895 года, сообщалось, что в опытах на дальность сигнализации вне помещения к прибору подключался вертикальный провод длиной 2,5 м, а передатчиком был вибратор Герца с квадратными листами 40×40 см. Также говорилось о пригодности прибора «как для лекционных целей, так и для регистрирования электрических пертурбаций, происходящих в атмосфере», и выражается надежда, что «прибор, при дальнейшем усовершенствовании его, может быть применён к передаче сигналов на расстояния при помощи быстрых электрических колебаний, как только будет найден источник таких колебаний, обладающий достаточной энергией».
В учебный сезон 1895—1896 годов Попов не занимался прибором, а с января 1896 года заинтересовался открытием Рентгеном X-лучей. В феврале 1896 года вместе с С. С. Колотовым изготовил рентгеновскую трубку, собрал установку и сделал ряд снимков, в том числе своей руки. По воспоминаниям В. К. Лебединского, Попов в 1896 году «очень много времени» отдал рентгеновским лучам.
Второй образец прибора, подготовленного для лекционных целей, был показан Поповым в действии с передающим вибратором Герца 19 января 1896 года на заседании Кронштадтского отделения РТО. Затем был показ на заседании РФХО 12 марта 1896 года.
2 апреля 1896 года в Электротехническом институте ассистент профессора физики В. В. Скобельцын делал доклад о приборе Попова и демонстрировал опыты с изготовленным им самим прибором по несколько видоизменённой схеме Попова. На схеме Скобельцына показаны две спирали из провода с большим сопротивлением, включённые в цепь когерера. Спирали обладали некоторой индуктивностью, на что Скобельцын не обратил внимания, но прибор оказался чувствительнее, чем у Попова — в аудитории он принимал сигнал от вибратора Герца из другого здания на расстоянии 40 м.
Летом 1896 года грозоотметчик Попова экспонировался на Нижегородской выставке. Осенью 1896 года в газетах появились краткие сообщения о работах Г. Маркони, который прибыл в Великобританию в середине февраля 1896 года со своей аппаратурой. В октябре появились публикации в журналах Nature и The Electrician о приборах Боса и Маркони.

### 1897
Сообщения о приборах Боса и Маркони Попов прокомментировал в статье в газете «Котлин» от 8 января 1897 года и отметил, что «подобный прибор, на этом же принципе основанный, был устроен мной в 1895 г.».
31 марта 1897 года в Кронштадтском морском собрании Попов читал лекцию, демонстрируя опыты со специально построенными для этого приборами. С этими же приборами, получив 26 апреля разрешение Морского министерства, Попов и Рыбкин начали опыты на море — в Кронштадтской гавани — сначала между берегом и яхтой «Рыбка», а затем между кораблями. Была достигнута дальность приёма до 600 м.
В мае 1897 года Морское министерство впервые выделило Попову средства (300 рублей) на расходы по опытам электрической сигнализации.
В июне 1897 года Попов, будучи в Нижнем Новгороде, после ознакомления с публикацией об аппаратуре Маркони отметил в письме Рыбкину: «Обращаю Ваше внимание на зигзаги, идущие к когереру. Это катушки с самоиндукцией для защиты от искр реле и звонка. Это полезно ввести, если будет трудно разрушаться связь, то есть будут лишние звонки».
В июле 1897 года Попов в письме в редакцию газеты «Новое Время» указал на «некоторое отличие» приёмника Маркони от своего прибора и отметил: «Заслуга открытия явлений, послуживших Маркони, принадлежит Герцу и Бранли, затем идёт целый ряд приложений, начатых Минчиным, Лоджем и многими после них, в том числе и мною, а Маркони первый имел смелость стать на практическую почву…»
Для дальнейших опытов был построен более мощный вибратор — вибратор Бьеркнеса с дисками диаметром 90 см, а приёмник был с вольтметром — отклонение его стрелки указывало на приём сигнала. Проведённые Рыбкиным опыты — сначала между передатчиком, установленным на берегу острова Тейкарсари, и приёмником с вертикальным проводом высотой 9 м на катере, а затем между учебным судном «Европа» (передатчик) и крейсером «Африка» (высота вертикального приёмного провода около 20 м) — показали возможность приёма сигнала на телеграфный аппарат на расстоянии до 5 км, при этом было обнаружено влияние металлических конструкций корабля на передатчик и на приёмник. Наблюдалось также влияние судна, пересекающего направление от передатчика к приёмнику — при больших расстояниях это приводило к прекращению связи.
В докладе на съезде железнодорожных электротехников в Одессе 18 сентября 1897 года Попов, описывая приёмник Маркони, отметил наличие в нём катушек индуктивности и дал своё объяснение их назначению: «…чтобы случайные колебания, происшедшие от искры в перерывах реле и звонка, ослаблялись катушками с самоиндукцией и не достигали чувствительной трубки». К другому отличию Попов отнёс использование в аппаратуре Маркони явления резонанса:

Я также пытался в своих опытах воспользоваться резонансом, но он мало помогал. Я усиливал вибратор тем, что получал предельные длины искры. Если же уменьшить разрядное расстояние, то колебания будут затухать медленнее и резонанс выразится резче. У Маркони расстояние между шарами невелико, около миллиметра. Следовательно, начальная энергия его вибратора сравнительно мала, но зато легко можно увеличить расстояние, на котором действует приёмник, пользуясь резонансом; в этом также можно видеть отличие опытов Маркони по сравнению с моими опытами.
19 октября 1897 года Попов выступил с докладом в Электротехническом институте Санкт-Петербурга, где он, в частности, заявил:

В течение целого года я не возвращался к опытам на открытом воздухе и занимался различными испытаниями приборов в лаборатории. Осенью 1896 г. дошли из Англии газетные сведения, что Маркони под руководством Приса производит опыты сигнализации с помощью электромагнитных волн и достиг расстояния до ½ мили… Но я лично был убеждён, что в закрытых ящиках Маркони был помещён прибор, аналогичный с моим, и потому с марта этого года начал подготовлять приборы для опытов передачи сигналов с помощью электромагнитных волн на большие расстояния:123—124.
Заключительная часть доклада:

Теперь остаётся только демонстрировать прибор в связи с телеграфом. Вопрос состоит только в подборе элементов, вибратора, молоточка, сопротивления обмоток телеграфа и т. д. Все это надо подобрать. Всякая волна делает точку на телеграфной ленте, но одними точками действовать нельзя, надо, чтобы вибратор действовал периодически. 5, 10, 15 точек дадут черту, и сигнализация становится возможной.

Здесь собран прибор для телеграфирования. Связной телеграммы мы не сумели послать, потому что у нас не было практики, все детали приборов нужно ещё разработать:128.
31 октября 1897 года Попов демонстрировал приборы в помещении РТО, при этом приёмник отвечал на возбуждаемые электромагнитные волны не только звонком, но и работой телеграфного аппарата. В заключение Попов показал схему приборов Маркони и объяснил существующие различия со своими приборами. Через две недели появилась статья Д. А. Лачинова, где он заявил, что идея способа принадлежит не Маркони, а Попову, который «не решался опубликовать» результаты, «считая свои опыты незаконченными», и отметил, что выступление Попова было организовано по просьбе председателя VI отдела РТО Н. Г. Егорова «с целью восстановить приоритет русского изобретателя». Проведённое вскоре собрание членов РТО констатировало, что согласно правилам о привилегиях Попов может по собственной инициативе сделать заявление для охраны своего изобретения.
26 ноября 1897 года Попов направил письмо в редакцию журнала The Electrician. В письме приводились цитаты из статьи в журнале РФХО, опубликованной в январе 1896 года о приборе, демонстрированном в апреле 1895 года. В конце письма добавлен текст, оформленный тоже как цитата, о достижениях 1897 года (год не указан). Письмо заканчивалось словами: «Из вышеизложенного следует, что устройство приёмника Маркони является воспроизведением моего прибора для регистрации гроз». Оно было опубликовано в журнале The Electrician в декабре 1897 года со схемой, похожей на схему приёмника, демонстрированного В. В. Скобельцыным 2 апреля 1896 года, — спирали из провода с большим сопротивлением изображены как катушки индуктивности.
В отчёте Комиссии об опытах в кампанию 1897 года отмечено:

Для возможности телеграфирования обычной азбукой Морзе (точки, тире) нужны ещё вспомогательные приборы: на станции отправления особый прерыватель для действия румкорфовой спирали, дающий ряд разрядов, следующих ритмически, чтобы составить на приёмной станции из пунктирной линии длинные и короткие черты, а для станции получения нужен телеграфный аппарат более чувствительный, чем существующий в практике, с лентой, медленно идущей, так как самый способ возбуждения электромагнитной волны требует, чтобы отдельные импульсы следовали друг за другом не слишком часто.
Из отчёта Попова (1898 года) о деятельности в зимний период 1897 года:

…в течение зимы 1897 г. разрабатывались преимущественно детали собственно телеграфных приборов. Пользуясь старыми телеграфными аппаратами Минного офицерского класса, удалось скомбинировать две телеграфные станции, которые могли работать помощию электрических колебаний.
19 декабря 1897 года газета «Петербургский листок» сообщила о произведённых Поповым 18 декабря 1897 года опытах телеграфирования без проводов из здания химической лаборатории Петербургского университета в аудиторию физического кабинета в другом здании, где проходило заседание РФХО (расстояние около 230 м). После ухода Рыбкина на «станцию отправления»:

Прошло 10 мин. полных напряжённого ожидания. Всё затихло. В назначенный момент мерно раздались четыре условленных звонка. Аппарат был приведён в действие… и на ленте обычной телеграфной азбукой обозначилось слово «Герц».
23 декабря Попов повторил доклад там же в присутствии высшего морского начальства, офицеров Морского штаба и других представителей Морского ведомства. Доклад закончился успешным приёмом выбранного управляющим Морским министерством четырёхбуквенного сигнала.

### 1898—1899
В отличие от приборов Попова длинная вертикальная антенна у Маркони применялась и в приёмнике, и в передатчике, где она выполняла функции вибратора, поэтому связь осуществлялась на более длинных волнах, огибающих препятствия благодаря дифракции, что увеличивало дальность. Применение в передатчике короткой искры с меньшей пиковой мощностью, но с большей длительностью разряда — с той же энергией, но меньшим затуханием — позволило использовать резонанс. Попову это не удалось, что он сам отмечал в своих публикациях. Одинаковость передающей и приёмной антенн сделала возможным резонанс без дополнительных органов настройки в аппаратуре — они были введены в аппаратуру Маркони позднее.
В письме Ф. Я. Капустину от 16 апреля 1898 года Попов сообщал:

Прежде всего я займусь специальными делами: прибором для записи гроз, существенных изменений в нём не понадобилось… Но при устройстве нового прибора можно воспользоваться некоторыми деталями, введёнными собственно в телеграфные приборы…
С телеграфией дела пока двигаются тихо, только на днях начинаю работать, однако и на нынешнее лето ассигнована в моё распоряжение для опытов тысяча рублей, немного поздно, и пока я ещё не знаю, куда сперва надо направиться… Очень вероятно, что пока оставлю чистую практику в стороне и займусь вибраторами. Много было зимой разных предложений у меня, но пока я обучал офицеров, другие выполнили то, что я задумывал.
Опыты летом 1898 года проводились Рыбкиным на тех же кораблях («Европа» и «Африка») и береговой станции. Один из проводников передающего вибратора на берегу был соединён с поднятой на двух мачтах проволочной сетью в виде большого горизонтального четырёхугольника (одна петля). Сеть на кораблях представляла собой две электрически соединённые петли на разной высоте и использовалась как для приёма, так и для передачи. Сеть обеспечила устойчивую телеграфную связь при всех положениях судна, хотя оказалась слишком сложной. Приготовленные для испытаний вибраторы другой конструкции — из сплошных шаров разного диаметра и из сплошных цилиндров разной длины — не показали преимуществ при работе с сетью. С 21 августа по 3 сентября было передано 136 служебных телеграмм.
В конце мая 1899 года Рыбкин и Д. С. Троицкий в приёмнике, изготовленном в водолазной мастерской Е. В. Колбасьева, обнаружили возможность приёма сигнала на телефон (на слух) при недостаточном уровне для срабатывания когерера. Приёмник по такой схеме (без реле), получивший название «телефонный приёмник депеш», был запатентован Поповым в России и Великобритании. При активном участии Дюкрете были получены патенты во Франции, в США, Швейцарии, Испании. В 1900 году фирма Дюкрете по договорённости с Поповым начала серийный выпуск телефонного приёмника с товарной маркой «Попов — Дюкрете».
В августе — сентябре 1899 года Попов, Рыбкин и Колбасьев участвовали в испытаниях трёх станций беспроводного телеграфа фирмы Дюкрете, установленных на кораблях Черноморского флота. Проверялись и телефонные приёмники, изготовленные в мастерской Колбасьева.
29 декабря 1899 года Попов выступил с докладом на Первом Всероссийском электротехническом съезде в Санкт-Петербурге. При описании передающей и приёмной станций Маркони, работавших с подвешенными на мачтах вертикальными антеннами и заземлением, Попов отметил:

Употребление мачты на станции отправления и на станции приёма для передачи сигналов с помощью электрических колебаний не было впрочем новостью: в 1893 г. в Америке была сделана подобная попытка передачи сигналов известным электротехником Николаем Тесла.
…

В течение этого лета мы не употребляли проводников, соединённых с вибратором на станции отправления, хотя мне были известны опыты Тесла, и в саду Минного класса я употреблял уже и ранее с некоторыми вибраторами вертикальный проводник на станции отправления:218, 220.
Подробнее, чем в предыдущих докладах, Попов описал приёмник Маркони — он упомянул и катушки, и введённые в схему резисторы, подавляющие помехи от размыкания цепей с электромагнитами, отметив, что по свидетельству Маркони, без этих катушек расстояние телеграфной связи уменьшается примерно вдвое:218—219.
Рыбкин отмечал (имея в виду период 1897—1899 годов и январь 1900 года):

…трёхлетний опыт показал, что длинная проволока, присоединённая к одному шарику разрядника, другой шарик которого тщательно соединён с землёю, представляет наилучшую, в то время, отправительную систему… был подмечен факт, что наилучший результат получается при совершенно тождественных проводах двух станций… были достигнуты следующие дальности: 9 миль при приёме на телеграфный аппарат и 28 миль при приёме на слух.

### 1900—1905
В январе 1900 года Попов, П. Н. Рыбкин и А. А. Реммерт участвовали в организации беспроводной связи на расстоянии около 46 км между островами Гогланд и Кутсало для содействия операции по спасению броненосца «Генерал-адмирал Апраксин», севшего на камни у Гогланда. Реммерт и Попов проводили работы на Кутсало. Использовалась аппаратура фирмы Дюкрете с телефонными приёмниками, изготовленными в мастерской Колбасьева, для приёма телеграфного сигнала на слух. Высота антенной мачты на Гогланде была 50 м (высота антенны, спускавшейся к основанию утёса, на котором стояла мачта, составляла 64 м), на Кутсало — 62 м.
В 1900 году Попов разработал для телефонного приёмника детектор с контактом стальных иголок и угольных шайб, не требующий встряхивания, как когерер после срабатывания от сильных электрических воздействий, в том числе от атмосферных разрядов.
В 1900 году Рыбкин и Троицкий проводили опыты по беспроводной связи в сухопутной армии — в 148-м пехотном Каспийском полку, квартировавшем в Кронштадте. В этих опытах впервые стал применяться для передачи и приёма Г-образный провод, подвешенный на двух мачтах.
В 1900 году в Кронштадте была организована мастерская по изготовлению, ремонту и проверке приборов для станций беспроволочного телеграфа. По рекомендации Попова, руководителем мастерской был назначен Е. Л. Коринфский. Мастерская занималась в основном сборкой, проверкой, установкой и ремонтом аппаратуры, закупаемой у фирмы Дюкрете. Некоторое количество станций было изготовлено по образцам аппаратуры Дюкрете. Первая станция была изготовлена в конце ноября 1901 года.
В 1901 году, начиная с мая, Попов руководил работами по установке семи станций Дюкрете на кораблях Черноморского флота и на берегу и обучал личный состав пользованию приборами. В начале июля проводил опыты по связи между кораблём, находившимся в гавани Одессы, и Тендровским маяком. В период 19—21 августа Попов и Рыбкин на кораблях, идущих в составе эскадры из Севастополя в Новороссийск, проверяли работу приборов по так называемой «сложной схеме», с выраженными резонансными свойствами. Разрядник в передатчике и когерер в приёмнике были вынесены из антенной цепи в отдельный контур, индуктивно связанный с антенной. Использовалась известная с 1893 года схема применявшегося в медицинской практике резонатора Удена — на похожее устройство (резонанс-трансформатор) Тесла получил патент в 1891 году.
Осенью 1901 года Попов и Рыбкин участвовали в работах по установке станций беспроволочного телеграфа в Области Войска Донского. Станции, приобретённые по инициативе созданного в Ростове-на-Дону Комитета донских гирл у фирмы Дюкрете, обеспечивали связь между лоцмейстерским постом на острове Перебойном в устье Дона и Донским гирловым маяком в Таганрогском заливе.
В январе 1902 года Попов обратился в Морской технический комитет по поводу заинтересовавших его опытов по беспроводной связи, проводимых в Севастопольском порту под руководством лейтенанта В. Н. Кедрина, с целью привлечь к ним внимание морского командования. В 1902 году, после недавних открытий радиоактивных элементов, Попов разработал оригинальный метод и создал прибор для измерения «напряжения электрического поля атмосферы с помощью ионизационного действия солей радия».
В начале 1903 года Попов разработал рекомендации Почтово-телеграфному ведомству по возможности беспроводной телеграфной связи между Россией и Болгарией с установкой станций в Одессе и Варне. Попов привёл доводы в пользу установки российской станции не в Одессе, а в Севастополе. Эта часть проекта была реализована в 1904 году — в Севастополе на Мичманском бульваре была сооружена мощная береговая станция беспроволочного телеграфа. Болгария отказалась от участия в этом проекте.
В июле 1903 года Попов участвовал в экспериментах со станциями, в приёмниках которых применялся когерер Дюкрете повышенной чувствительности с низким напряжением питания. Одна станция была установлена на острове Туппурансаари, а другая — на минном крейсере «Посадник». Дальность приёма на телеграфный аппарат составила около 120 км и сравнялась с дальностью для телефонного приёмника.
В 1903 году Попов руководил опытами аспиранта С. Я. Лифшица по беспроводной передаче звукового сигнала с использованием телеграфного искрового передатчика и детектора с контактом стальных иголок и угольных шайб. О полученных результатах был сделан доклад «Телефонирование без проводов» на 3-м Всероссийском электротехническом съезде в январе 1904 года.
В 1904 году Попов совместно с аспирантом Д. А. Рожанским начал исследования затухающих электрических колебаний с помощью трубки Брауна.
В 1905 году Попов разработал прибор по схеме дифференциального мостика для измерения ёмкости судовых антенн и передал его Рыбкину для практических испытаний.

## Развитие приборов из демонстрационной установки
Перечень усовершенствований приборов и связанных с ними событий, в основном по материалам статьи П. Н. Рыбкина «Изобретение радиотелеграфа в России», опубликованной в 1919 году:
1895, весна — соединение приёмника с вертикальным проводом длиной 2,5 м обеспечило дальность приёма около 60 м.
1896, январь — применение вибратора Герца в передатчике и приёмнике при демонстрации на заседании Кронштадтского отделения РТО, приём через несколько комнат в пределах здания.
1896, март — приёмник заключён в металлический корпус и соединён с металлическим цилиндром, помещённым в фокусе параболического рефлектора, при демонстрации на заседании РФХО.
1897, весна — вибратор Герца с шарами диаметром 30 см обеспечил дальность приёма между судами около 600 м. Замена железного порошка на стальной бисер повысила чувствительность приёмника, вибратор Бьеркнеса с дисками диаметром 90 см увеличил мощность передатчика.
1897, лето — введение двух катушек индуктивности последовательно с когерером, вибратор Бьеркнеса и вольтметр в качестве индикатора в приёмнике с вертикальным проводом высотой около 20 м обеспечили дальность приёма до 5 км. Изготовленное Рыбкиным из вольтметра чувствительное реле дало возможность принимать сигнал на телеграфный аппарат.
1897, декабрь — первая публичная демонстрация телеграфной связи, передано и принято слово «Герц».
1898, лето — большая проволочная сеть (петля) как для передатчика, так и для приёмника устранили влияние металлических частей судна на устойчивость связи.
1898, август — сентябрь — постоянная телеграфная связь между судами на расстоянии до 5 км.
1898—1899 — изготовление приёмника в мастерской Колбасьева, введение прерывателя Венельта для увеличения мощности передатчика.
1899, май — обнаружение возможности приёма сигнала на телефон, в летних опытах 1899 года достигнуты расстояния 25—35 км.
1899, август — сентябрь — испытания на Чёрном море трёх станций Дюкрете показали дальность приёма на телеграфный аппарат около 16 км, испытывались также телефонные приёмники, изготовленные в мастерской Колбасьева.
1900, январь — апрель — работа двух станций Дюкрете и телефонных приёмников на островах Гогланд и Кутсало.
1900 — разработка детектора с контактом стальных иголок и угольных шайб. Применение для передачи и приёма Г-образного провода.
1901 — применение резонатора Удена — «сложной схемы» с резонансным контуром в передатчике и приёмнике при испытаниях семи станций Дюкрете на Чёрном море. Усовершенствованные станции были испытаны на двух кораблях с Г-образными антеннами длиной около 40 м, достигнута дальность приёма на телеграфный аппарат до 45 км, а на телефонный приёмник до 100 км.
1901, ноябрь — изготовление в Кронштадтской мастерской под руководством Коринфского первой станции по образцам аппаратуры Дюкрете, испытанным на Чёрном море.
1902, декабрь — получение от Дюкрете чувствительного когерера обеспечило при испытаниях станций в июле 1903 года дальность связи, как для телефонного приёмника.

## Вопрос о приоритете в изобретении радио
Утвердившееся в русской и зарубежной литературе словосочетание «изобретение радио» («не совсем корректное», по мнению В. Меркулова) было введено в 1945 году советским учёным-радиотехником А. И. Бергом. Ранее, например в 1925 году в СССР, использовалось сочетание слов «изобретение радиотелеграфа» или «изобретение беспроволочного телеграфа».
После опубликования сведений об аппаратуре Маркони летом 1897 года первые приоритетные притязания обозначил О. Лодж в статье «The history of the coherer principle» в ноябрьском номере журнала The Electrician, а в декабрьском номере было опубликовано письмо А. С. Попова с заключительной фразой: «Из вышеизложенного следует, что устройство приёмника Маркони является воспроизведением моего прибора для регистрации гроз». В 1898 году А. Блондель своим письмом президенту Французского физического общества от 2 декабря 1898 года инициировал среди учёных полемику по вопросу о приоритете в изобретении беспроволочного телеграфа, отдавая предпочтение Г. Маркони.
Утверждение о приоритете Попова основывается на том, что он продемонстрировал созданный им прибор «для показывания быстрых колебаний в атмосферном электричестве» 25 апреля (7 мая) 1895 года, тогда как Маркони запатентовал свою аппаратуру 2 июня 1896 года. Многолетняя дискуссия о приоритете вызвана большим сходством приёмников Попова и Маркони, при этом обычно не учитывалось, что значительная дальность связи аппаратурой Маркони обязана в большей степени созданию эффективного передатчика, нежели усовершенствованию приёмника.
Причины периодически возникавших зарубежных дискуссий о приоритете на начальном этапе развития беспроводной связи были вызваны в основном патентными спорами. Со временем это становилось менее актуальным, но у ряда стран возникла потребность отметить свое национальное участие в создании радио. В ряде стран изобретателем радио считается Маркони, хотя называются и другие имена: в Германии — Г. Герц, во Франции — Э. Бранли, в ряде балканских стран — Н. Тесла, в Белоруссии — Я. О. Наркевич-Иодко. Однако существует парадокс российских разногласий в приоритете А. С. Попова. Исследуя это явление, Н. А. Борисова выделяет пять исторических периодов:
1. Период дискуссий начала 1900-х — середины 1930-х годов, когда впервые в России ставится под сомнение приоритет Попова в изобретении беспроволочного телеграфа.
2. Период монолога власти (конец 1930-х — начало 1960-х годов), в течение которого в обществе зреет противодействие навязываемому государством мнению об уникальной роли русских чуть ли не во всех областях техники.
3. Период скрытых конфликтов (середина 1960-х — середина 1980-х годов) — период контроля в стране за концептуально правильным изложением информации, связанной с именем Попова.
4. Период открытых конфликтов (конец 1980-х — конец 1990-х годов), когда скрытые конфликты 3-го периода приводят к открытым конфликтам в наступившую в стране эпоху гласности и перестройки.
5. Период споров конца 1990-х — конца 2010-х[* 32]), то есть обсуждений, публикаций, выступлений в СМИ, когда противоположная сторона не пытается вникнуть в аргументацию противника и остаётся при своем мнении.

### Начало 1900-х — середина 1930-х
Первая российская дискуссия связана с известным с 1908 года высказыванием Д. М. Сокольцова в рецензии на книгу А. А. Петровского «Научные основания беспроволочной телеграфии»:

В последней главе автор излагает историю беспроволочной телеграфии и описывает некоторые системы т. б. п. [телеграфии без проводов]. Здесь он повторяет старую патриотическую сказку о том, что беспроволочный телеграф изобретён А. С. Поповым, а в описании систем излагает всего две: несуществующую русскую систему А. С. Попова и немецкую Telefunken. Первой уделено 17 страниц, а второй 3. Вообще, совершенное отсутствие этой главы нисколько бы книги не испортило.
Редактор журнала РФХО В. К. Лебединский, зная о разногласии мнений специалистов, пропустил это резкое высказывание с целью вызвать дискуссию и найти истину. В 1908 году была создана комиссия РФХО по вопросу о научном значении работ Попова в составе: О. Д. Хвольсон (глава комиссии), Н. Г. Егоров, Н. А. Булгаков и А. Л. Гершун. После обмена письмами с Бранли и Лоджем, а также документального обследования работ Попова комиссия представила доклад «Участие А. С. Попова в возникновении беспроволочной телеграфии», в заключительной части которого говорится:

Для рассматриваемого дела не имеет значения, существовало ли одновременно с А. С. Поповым лицо, которое имело ту же самую идею и осуществило её в более совершенной форме, чем А. С. Попов. Мы знаем, что такое лицо есть, что оно признаётся изобретателем беспроволочного телеграфа. Но существование нескольких лиц, одновременно и самостоятельно возымевших и осуществивших одну и ту же самую идею, представляется, как показывает история науки и техники, явлением не редким. Признание за каждым из таких лиц права и почётного титула «изобретателя» не только не нарушает справедливости, но необходимо восстанавливает её.

Таким образом, по имеющимся в нашем распоряжении данным, независимо от всяких прочих обстоятельств истории данного изобретения, А. С. Попов по справедливости должен быть признан изобретателем телеграфа без проводов при помощи электрических волн.
Первый из приведённых двух абзацев сторонники приоритета Попова предпочитают не цитировать — это отметил один из видных историков радиотехники Н. И. Чистяков.
В 1924 году Лебединский опубликовал статью, где задался вопросом, «кому отдать первенство» в изобретении беспроволочного телеграфа, отмечая, в частности, Бранли, Герца, Теслу и Маркони, а в конце статьи процитировал фразу из последнего абзаца доклада комиссии Хвольсона, умолчав о предыдущем абзаце. В 1925 году в СССР прошли торжественные мероприятия по случаю 30-летия изобретения беспроволочного телеграфа. В публикациях отмечался приоритет Попова, но не забывались и другие изобретатели, в частности Маркони, сумевший «объединить вокруг себя громадные научные, технические и капиталистические силы». В 1926 году появилась версия о демонстрации Поповым беспроводной телеграфной передачи 12 марта 1896 года, которая была принята на веру и до середины 1960-х годов воспроизводилась в технико-исторических ссылках почти всеми авторами.
Для публикаций с конца 1920-х годов характерно стремление показать непростую судьбу русского изобретателя при царском режиме с его реакционной сущностью, мешавшей понять значение изобретения радиотелеграфа для своей страны. Материалы учеников Попова (Лебединский, Рыбкин, Петровский) по истории радио дополнились научно-художественными и научно-популярными публикациями исследователей нового поколения (С. С. Кудрявцев, Г. И. Головин, Ф. Л. Вейтков и другие), для значительной части которых характерно поверхностное знание предмета. Среди серьёзных научных исследований заметно выделялись работы Берга — его книга стала первой научной биографией Попова. В 1935 году 40-летие изобретения радиотелеграфа отмечалось, как и 10 лет назад — Попов изобрёл, Маркони внедрил, многие приняли участие.
Особняком среди публикаций по истории радио в конце 1-го периода стояла работа М. П. Бронштейна, который считал, что радиотелеграф был практически одновременно изобретён Поповым и Маркони. Бронштейн писал истории о науке для юных читателей. Третья его повесть — «Изобретатели радиотелеграфа», как и две первые, печаталась сначала в детском журнале «Костёр», но книга так и не была издана. Автор, попавший в волну репрессий, в августе 1937 года был арестован и расстрелян. Были попытки связать арест с отказом Бронштейна корректировать книгу (например, по воспоминаниям Лидии Чуковской), но документальных подтверждений этому не обнаружено.

### Конец 1930-х — начало 1960-х
В этом периоде появляются статьи с отрицательными отзывами о Маркони, что объясняется политикой СССР, направленной на укрепление позиций в мире и на распространение идей коммунизма. Маркони как представитель капиталистического мира символизировал жажду наживы, поэтому необходимо было принизить его роль в изобретении радио и пресечь любые попытки посягательства на приоритет Попова. Так, в 1939 году в связи с 80-летием Попова в статье академика М. В. Шулейкина даётся следующая типичная характеристика Маркони: «Маркони не только изобрёл уже изобретённое, но просто заимствовал приёмное устройство Попова, включая и антенну, имел наглость утверждать, что до него в печати о подобных устройствах не упоминалось». Сокольцов был назван агентом фирмы Маркони, изменником, бежавшем в 1917 году к бело-полякам, а его слова в 1908 году о старой патриотической сказке были названы «омерзительной и безобразной выходкой». Возможно, что это следствие редакторских правок, характерных для того времени.
В дни победоносного завершения Великой Отечественной войны в мае 1945 года особое значение имели мероприятия в честь 50-летия изобретения радио — учитывая его роль в культурной и политической жизни общества и в обороне страны, правительство объявило 7 мая Днём радио. Впоследствии многие стали считать, что именно с 1945 года началась безудержная кампания «самовосхваления всего нашего и провозглашения непременно нашего первооткрывательства по всем статьям и статям». По мнению М. А. Миллера, подобные «национальные потехи» привели к тому, что люди перестали почитать истинных своих передовиков, и заслуги Попова были принижены их непомерным вознесением — Миллер назвал этот феномен «недоверием из-за передозировки внушения».
В 1947 году Академия наук СССР, получившая в числе академий других стран приглашение на Международный конгресс, организуемый в Риме «в честь пятидесятилетия изобретения радио профессором Маркони», отказалась от участия — её президент академик С. И. Вавилов ответил на приглашение, что приоритет в изобретении радио принадлежит Попову и этот факт доказан документами. На открывшемся 28 сентября 1947 года конгрессе были сформулированы цели его проведения — официальное утверждение приоритета Маркони в изобретении беспроволочного телеграфа. Одним из ответных мероприятий стало опубликованное 11 октября в газете «Известия» письмо «Изобретение радио принадлежит России» в защиту приоритета Попова, подписанное видными советскими учёными и инженерами в области радиотехники.
С середины 1950-х годов интерес к теме приоритета в изобретении радио понизился, но возрос в 1962 году с появлением статьи Ч. Зюскинда «Попов и зарождение радиотелеграфии» в американском журнале Proceedings of the IRE. В статье утверждалось, что Попов — один из пионеров практического применения экспериментов Герца, но не изобретатель радио, и подвергнута критике версия о переданной в 1896 году «первой в мире радиограмме». Ответ на аргументы Зюскинда дало Всесоюзное научно-техническое общество радиотехники и электросвязи им. А. С. Попова (ВНТОРиЭ) публикацией в 1963 году работы профессора И. В. Бренёва (1901—1982) «Об ошибках в освещении истории изобретения радио», ставшей концептуальной для официальной версии изложения истории зарождения радио, с доказательством, что вывод Зюскинда основан на недостаточном изучении материала и субъективной трактовке деталей в использованных источниках.

### Середина 1960-х — середина 1980-х
С середины 1960-х годов намерения Исторической комиссии (признавшей мнение Зюскинда о «первой в мире радиограмме») распространить документальные сведения об исследованиях Попова и препятствовать искажению фактов привели к идеологическому диктату со стороны советских и партийных органов. Все публикации контролировались, малейшее отступление от концептуально правильного изложения истории радио пресекалось на стадии рецензирования. Несмотря на это, в 1968 году в книге А. Т. Григорьяна и А. Н. Вяльцева появилось утверждение, что изобретение радио не было единовременным актом, а включало в себя два основных момента: «изобретение передатчика Маркони и приёмника Попова — Маркони».
В целом идеологический диктат привёл к нарастанию протестной реакции части общества, имеющей отношение к истории радио. В результате одного из конфликтов в 1974—1975 годах незаслуженно пострадал профессор Чистяков, представитель московской школы радиотехников и историков связи.

### Конец 1980-х — конец 1990-х
В конце 1980-х годов возникло публичное противостояние московской и ленинградской школ истории радио — Историческая комиссия НТОРЭС раскололась на части по географическому принципу. Также разгорелся межличностный конфликт с участием Е. Г. Кьяндской-Поповой, внучки А. С. Попова.
Историки в основном ленинградской школы (Д. Л. Трибельский, В. А. Урвалов, Е. Г. Кьяндская-Попова, И. Д. Морозов, А. В. Пилипенко, С. М. Герасимов, Л. И. Золотинкина, А. А. Глущенко, Е. А. Федотов и другие) отстаивали незыблемость официальной точки зрения, согласно которой радио, в самом широком смысле этого понятия, было изобретено одним человеком — А. С. Поповым, причём точкой отсчёта следует считать его сообщение «Об отношении металлических порошков к электрическим колебаниям» 25 апреля (7 мая) 1895 года.
Позиция историков московской школы, называвших себя «умеренными» (Н. И. Чистяков, Д. Л. Шарле, М. А. Миллер, В. В. Мигулин и другие), заключалась в следующем:
- открытие возможности приёма радиосигналов является результатом деятельности ряда учёных, при этом Герц доказал существование электромагнитных волн, осуществив способ их искусственной генерации и фиксации;
- на начальной стадии успехи применения «волн Герца» в опытах связаны с именами Бранли и особенно Лоджа, который в 1894 году на свое устройство принимал электромагнитные волны на расстоянии 36 м;
- основной вклад был сделан на завершающем этапе двумя людьми — А. С. Поповым, создавшим первый практический прибор — грозоотметчик, улавливающий и отмечающий разряды молний, и Г. Маркони, который первым, тоже в 1895 году, независимо от Попова, осуществил передачу и приём сигналов на расстоянии 1,5—2 км[* 39], он же первым применил при передаче код Морзе, то есть фактически изобрёл беспроволочный телеграф — первое устройство двусторонней радиосвязи;
- заслуги Попова и Маркони в создании радио равновелики.

### Конец 1990-х — конец 2010-х
Завершение конфликтов 1990-х годов Н. А. Борисова связывает с уходом из жизни основных действующих лиц, а участников российских споров последнего периода (с конца 1990-х годов) она разделяет на две группы: радикалы и умеренные. К первой группе относятся представители старшего поколения, выразители крайних убеждений — либо за Попова, либо против Попова — их доводы скорее эмоциональны, чем аргументированы. Наиболее ярким противником Попова называется В. И. Шапкин, автор книги «Радио: открытие и изобретение» — Н. А. Борисова называет характерным отзыв А. В. Пилипенко об этой книге: «…содержит много исторических фактов биографического и технического содержания», но «является, в сущности, закамуфлированной фальсификацией истории связи»:374. Ко второй группе относятся умеренные защитники приоритета Попова и умеренные противники, пытающиеся примирить полярные точки зрения такими аргументами: у радио не может быть одного изобретателя или у радио вообще не может быть изобретателя.
М. А. Быховский, соглашаясь с мнением историка радиотехники В. М. Родионова о малозначимости вопроса о приоритете открытия или изобретения для истории науки и техники, заключает: «науке споры о приоритете не нужны».
М. С. Высоков считает, что создание радио — это следствие достижений физики XIX века и было бы невозможно без предвидения Фарадея, расчётов Максвелла и экспериментов Герца. В 1892 году Крукс разработал программу научных и технических работ по реализации возможностей, которые дало открытие Герца для создания нового вида электросвязи. В реализации программы участвовали учёные в разных странах. Сначала был создан принципиально новый приёмник электромагнитных волн — Бранли разработал прибор (радиокондуктор) более чувствительный, чем в опытах Герца, и обнаружил, что подключённый к нему провод ещё больше повышает чувствительность. Радиокондуктор Бранли был усовершенствован Лоджем и получил название когерер. Прибор со встряхиванием когерера по принятому сигналу и публикация статьи о нём в начале 1896 года закрепили за Поповым приоритет в изобретении приёмника, но до декабря 1897 года его прибор не был приспособлен для приёма осмысленной информации. Модернизацией передатчика в своё время занимались Тесла, Риги и другие учёные, и вскоре появились надёжные источники электромагнитных волн, но не для передачи сообщений. Исследовательская группа под руководством Маркони создала первый передатчик для беспроводной телеграфии, а в июле 1897 года Маркони получил патент на свою аппаратуру. Для передачи осмысленной информации в передатчик был введён телеграфный ключ и независимо от Попова создан приёмник, способный принимать знаки азбуки Морзе. Поэтому Маркони, как и Попов, может быть признан одним из изобретателей беспроводного телеграфа.

## Демонстрация 12 марта 1896 года
О демонстрации приборов на заседании РФХО 12 марта 1896 года в протоколе заседания сделана запись: «…8. А. С. Попов показывает приборы для лекционного демонстрирования опытов Герца. Описание их помещено уже в Ж[урнале] Р[усского] ф[изико]-х[имического] общества…». Упоминание об этом показе самого Попова есть в его письме в редакцию газеты «Новое Время» летом 1897 года:

В 1896 г. мои работы были направлены к приспособлению прибора для демонстрирования герцевых электрических лучей в аудитории и соответствующие приборы и опыты были показаны в заседании Р. Ф.-Х. Общества.
Об этом же сказано в письме Попова к Риги, датируемом концом 1897 года (черновик письма на русском языке сохранился в музейных фондах):

В мартовском заседании физического общества я демонстрировал многие из аранжированных Вами оптических опытов с лучами Герца, пользуясь вибраторами, устроенными почти по Вашим образцам и размерам. Мой прибор, заключённый в металлический ящик вместе с батареей из двух малых аккумуляторов, был соединён с цилиндром, помещённым в фокусе параболического рефлектора.
Цитата из документа, считавшегося до 1972 года имеющим отношение к переписке Попова с Дюкрете:

В марте мною был демонстрирован прибор для оптических опытов с электромагнитными лучами: отражение, преломление, действие решётки и вращение плоскости поляризации слоистым деревом.
Подробности демонстрации приборов 12 марта 1896 года описаны также в письме Попова к Дюкрете от 23 января 1898 года, где приведён и эскиз конструкции приёмника.
П. Н. Рыбкин, опубликовавший с 1905 до 1945 год многочисленные воспоминания, в публикации 1919 года отметил:

Следующий учебный сезон 1895—96 года памятен всем. Открытие рентгеновских лучей заставило всех усиленно изучать это удивительное явление и на время забыть свою работу. Это отвлекло А. С. от только что начатых им испытаний. Однако среди усиленной работы А. С. находит время и конструирует прибор для воспроизведения опытов Герца, а весною 1896 года демонстрирует эти опыты в заседании Русского физико-химического общества.

### Версия
В июле 1926 года сотрудник Палаты мер и весов B. C. Габель, опубликовал свидетельства о демонстрации Поповым 12 (24) марта 1896 года первой беспроводной телеграфной передачи слов «Heinrich Hertz». В журнале «Телеграфия и телефония» приведены письма с подписью В. Лебединского, О. Хвольсона и В. Скобельцына, датированные декабрём 1925 и январём 1926 года, о телеграфной передаче в марте 1896 года, причём в воспоминаниях Лебединского есть фраза: «Такая скупость в словах протокола, весьма мало изображающая сущность и высокую важность доклада, объясняется тем, что в 1896 г. работы А. С. [Попова] велись под контролем Морского министерства и не могли быть разглашаемы». Вместе с тем в опубликованном в 1925 году очерке Лебединского уже утверждалось, что опыты Попова «держались в строжайшей тайне как секрет военного снаряжения», но о телеграфной передаче там не упоминалось.
Н. И. Чистяков отметил, что несостоятельность этой версии «привела к серьезным недоразумениям». Так, в юбилейном сборнике документов, изданном в связи с 50-летием радиотехники и установлением Дня радио, написано:

24 марта 1896 г. …А. С. Попов совместно с П. Н. Рыбкиным продемонстрировал передачу по радио сигналов азбукой Морзе на расстоянии 250 м. Первая радиограмма, переданная Рыбкиным, состояла из слов «Генрихъ Герцъ».
Поскольку при этой демонстрации была использована та же самая схема, которую в качестве «грозоотметчика» А. С. Попов демонстрировал ранее, датой изобретения радио считается 7 мая 1895 года.
Этот текст полностью повторён и в сборнике «60 лет радио» (1955).
Сомнения в правдивости версии были высказаны Ч. Зюскиндом в его статье, опубликованной в октябре 1962 года, где он отмечает, в частности, следующее. Даже при возможном запрете Попову раскрывать сведения о телеграфной передаче в марте 1896 года, он в конце 1897 года мог бы упомянуть это событие в дружеской переписке с Дюкрете, который явно пытался установить приоритет Попова. Кроме того, на демонстрации в марте 1896 года присутствовали Георгиевский, Лебединский и Рыбкин, но они не упоминали телеграфную передачу в своих статьях, опубликованных в памятном номере журнала «Электричество» за 1925 год.
В изданных в 1964 году тезисах доклада И. В. Бренёва (ставшего в 1964 году заместителем председателя Исторической комиссии) рекомендовалось

при изложении истории изобретения радиосвязи не упоминать, что во время доклада и демонстрации приборов, имевших место 12 (24) марта 1896 г., А. С. Поповым была передана с помощью азбуки Морзе радиограмма из слов «Генрих Герц». Версия об этой передаче появилась в литературе много лет спустя (в 1925 г.) и основывалась на воспоминаниях некоторых лиц, а не на документах.
После признания Исторической комиссией справедливости мнения Зюскинда эта версия уже не включалась в издаваемые через каждые 10 лет юбилейные сборники.
На самом деле телеграфная передача демонстрировалась 18 декабря 1897 года. Сообщение об этом было опубликовано в газете «Петербургский листок» от 19 декабря 1897 года (и в «Петербургской газете» от 20 декабря 1897 года), а в 1966 году оно вошло в сборник документов под редакцией Берга со следующим примечанием:

Вероятно, авторы, которые ранее относили факт передачи А. С. Поповым по радио слова «Герц» к марту 1896 г., делали ошибку. (См.: В. К. Лебединский, О. Д. Хвольсон, В. В. Скобельцын. «Письмо к В. С. Габелю по поводу доклада А. С. Попова и демонстрации приборов 12 (24) марта 1896 г.». «ТиТбП», 1925, № 30; В. Ф. Миткевич. «Демонстрация первой радиотелеграфной установки» — «Вестник связи», 1945, № 5). Во всяком случае приоритет А. С. Попова в изобретении радио определяется не передачей слова «Герц» 18 декабря 1897 г., а его сообщением и демонстрацией действующих приборов 25 апреля 1895 г.
Версия о том, что 12 марта 1896 года Попов впервые демонстрировал телеграфную передачу слов «Генрих Герц», а результаты успешного эксперимента были засекречены по решению Морского министерства, не находит подтверждения в источниках.

## Награды, премии, звания
- Орден Святой Анны 3-й степени (1895)
- Медаль «В память царствования императора Александра III» (1896)
- Орден Святого Станислава 2-й степени (1897)
- Премия Императорского Русского технического общества «за приёмник для электрических колебаний и приборы для телеграфирования на расстоянии без проводов» (1898)[207]
- Почётный инженер-электрик (1899)[208]
- Вознаграждение «по Высочайшему соизволению» в сумме 33 тысячи рублей «за труды по применению телеграфирования без проводов на судах флота» (1900)
- Именная золотая медаль и диплом на Всемирной промышленной выставке в Париже за грозоотметчик, изготовленный в мастерской Е. В. Колбасьева, и станцию беспроволочного телеграфа фирмы Дюкрете под маркой «Попов — Дюкрете — Тиссо[англ.]» (1900)[209]
- Орден Святой Анны 2-й степени (1902)
- Почётный член Императорского Русского технического общества (1902)[210]

## Память
Именем А. С. Попова названы малая планета, кратер на обратной стороне Луны, музеи, учреждения образования и науки, предприятия, улицы, премии. Память увековечена в многочисленных монументах, памятниках, мемориальных досках. В 1945 году учреждена Золотая медаль имени А. С. Попова.